# 单元素矩阵
在数学中，单元素矩阵是一个矩阵，其中只有一个元素为一，其余元素为零，例如：
{\displaystyle \mathbf {J} ^{23}=\left[{\begin{matrix}0&0&0\\0&0&1\\0&0&0\end{matrix}}\right].}
它是稀疏矩阵的特定类型。 当单元素矩阵在矩阵的左侧相乘时，可以将其视为行选择器，例如：
{\displaystyle \mathbf {J} ^{23}\mathbf {A} =\left[{\begin{matrix}0&0&0\\a_{31}&a_{32}&a_{33}\\0&0&0\end{matrix}}\right].}
或者，在右边乘以列选择器：
{\displaystyle \mathbf {A} \mathbf {J} ^{23}=\left[{\begin{matrix}0&0&a_{12}\\0&0&a_{22}\\0&0&a_{32}\end{matrix}}\right].}
单元素矩阵这个名称并不常见，但在一些书籍中可以看到。